# Edificio Horizontes
El Edificio Horizontes es un rascacielos en la ciudad de Cartagena de Indias, en la Costa Caribe de Colombia. Con 37 plantas y 140 metros de altura, es el séptimo edificio más alto de la ciudad.

## Características
El edificio se encuentra en ubicado en el sector de Bocagrande. Tiene 48 apartamentos de área promedio de 100 m². Su vestíbulo está insiprado en temas triopicales y marinos, y su área social se encuentra en el séptimo piso. Su construcción comenzó en 2005 y terminó en 2007. Fue diseñado por el arquitecto Raimundo Delgado Martínez.